# Лоппа
Лоппа (норв. Loppa,сев.‑саам. Láhppi) — коммуна в губернии Финнмарк в Норвегии. Административный центр коммуны — город Эксфьорд. Официальный язык коммуны — букмол. Население коммуны на 2007 год составляло 1106 чел. Площадь коммуны Лоппа — 686,79 км², код-идентификатор — 2014.

## История населения коммуны
Население коммуны за последние 60 лет.

Статистика коммуны Лоппа